# Thomas Mackenzie
Sir Thomas Mackenzie (ur. 10 marca 1853 w Edynburgu, zm. 14 lutego 1930 w Dunedin) – nowozelandzki polityk, podróżnik i dyplomata, w roku 1912 pełnił przez 4 miesięcy stanowisko premiera Nowej Zelandii.
Pochodził z rodziny Szkotów, którzy wyemigrowali do Nowej Zelandii, gdy był czteroletnim chłopcem. Pracował jako geodeta, farmer i kupiec. W 1887 został wybrany do parlamentu. W latach 1896–1899 pozostawał poza głównym nurtem życia politycznego, przebywając w Wielkiej Brytanii celem zbadania tamtejszych rynków pod kątem możliwości eksportu nowozelandzkich produktów. Po powrocie został ponownie wybrany do Izby Reprezentantów. Równolegle do swej kariery politycznej, brał udział w ekspedycjach mających na celu eksplorację niezbadanych jeszcze zakątków archipelagu. Brał udział m.in. w opisywaniu okolic jeziora Manapouri.
W 1909 wszedł w skład gabinetu Josepha Warda. Odpowiadał tam za przemysł, handel, rolnictwo, turystykę, zdrowie, ochronę krajobrazu i leśnictwo. Później kierował resortami edukacji, ceł i poczty. W 1912 zastąpił Warda na stanowisku premiera i szefa Partii Liberalnej. Jego rząd upadł już po czterech miesiącach w wyniku wotum nieufności. Tym samym przerwane zostały trwający 21 lat okres sprawowania władzy przez liberałów, którzy aż do końca istnienia partii pozostawali już w opozycji.
Wkrótce po swojej dymisji Mackenzie otrzymał nominację na wysokiego komisarza Nowej Zelandii w Londynie. Był także delegatem tego państwa podczas kończących I wojnę światową negocjacji pokojowych z Austrią, Turcją i Bułgarią. Zasiadał też w specjalnej komisji badającej przyczyny klęski sił Imperium Brytyjskiego podczas walk o Dardanele. Po powrocie do Nowej Zelandii, w 1921 otrzymał dożywotnie miejsce w Radzie Legislacyjnej. Zmarł w 1930 w wieku 75 lat.
Był dwukrotnie odznaczany Orderem św. Michała i św. Jerzego klas uprawniających do używania tytułu Sir.